# 鈴木ユリイカ
鈴木 ユリイカ（すずき ユリイカ、1941年10月30日 - ）は、日本の詩人、翻訳家。

## 人物・来歴
岐阜県岐阜市出身。本名、鈴木雅子。3歳から6歳まで台湾、その後は18歳まで青森県で過ごす。高校生の時に『現代詩手帖』に投稿する。1964年、明治大学文学部仏文科を卒業する。
1983年に創刊された『現代詩ラ・メール』に投稿し、1984年、「生きている貝」で第1回ラ・メール新人賞を受賞する。1986年に詩集『Mobile・愛』で第36回H氏賞、1988年に詩集『海のヴァイオリンがきこえる』で第3回詩歌文学館賞を受賞する。
2005年より詩誌『Something』の責任編集をつとめる。
2021年に詩集『サイードから風が吹いてくると』で第39回現代詩人賞を受賞する。

## 著作

### 詩集
- 『Mobile・愛』思潮社、1985年
- 『海のヴァイオリンがきこえる』思潮社、1987年
- 『ビルディングを運ぶ女たち』思潮社、1991年
- 『鈴木ユリイカ詩集』思潮社〈現代詩文庫〉、2015年8月
- 『サイードから風が吹いてくると』書肆侃侃房、2020年8月
- 『私を夢だと思ってください』書肆侃侃房、2020年9月
- 『群青くんと自転車に乗った白い花』書肆侃侃房、2020年10月

### 責任編集
- 『Something』1 - 34、サムシングプレス、2005 - 2022年

### 絵本
- 『たんぽぽのたねとんだ』ごんもりなつこ絵、福音館書店〈こどものとも年少版〉、1993年（2024年に再刊）
- 『知育えほん ぴったりなあに?』世界文化社、1997年
  - 「いろ」「かたち」「くらべっこ」「どうぶつ」
- 『たなばた』篠崎三朗 絵、世界文化社〈ワンダー民話館〉、1999年
- 『ふんわりくまちゃんのできるかな? 布のおにんぎょうあそびえほん』わらべきみか絵、世界文化社、2002年
- 『ふんわりくまちゃんのいろいろできるかな? 布のおにんぎょうあそびえほん』わらべきみか絵、世界文化社、2012年
- 『ふんわりくまちゃんのひとりでできるかな? 布のおにんぎょうあそびえほん』わらべきみか絵、世界文化社、2017年11月
- 『ふんわりくまちゃんのできるかな?できるかな? 布のおにんぎょうあそびえほん』わらべきみか絵、世界文化ブックス、2022年

### 翻訳絵本
- アラン・ベイカー作・絵「リトルラビット　頭がよくなる」世界文化社、1996年
  - 『リトルラビットの1・2・3』
  - 『リトルラビットのいろあそび』
  - 『リトルラビットのかたちあそび』
  - 『リトルラビットのまちがいさがし』
- ジェニー・チューリップ絵『サンタさんはどこ?』世界文化社〈マスコットえほん〉、1997年
- ジェニー・チューリップ絵『スノーマンのおくりもの』世界文化社〈マスコットえほん〉、1997年
- マンデー・スタンレイ作・絵『ふんわりあかちゃん 布のおにんぎょうあそびえほん』世界文化社、1998年
- ベティ・アン・シュワルツ作、ドナ・ターナー絵『にじをつくったのだあれ？ リボンのしかけえほん』世界文化社、2002年
- リサ・ジョーンズ、エドワード・アンダーウッド絵『どうぶつえん あかちゃんのはじめて布えほん』世界文化社、2017年10月
- ハルトムート・ビーバー絵『ぶくぶくおふろ (はじめておふろえほん ぬれると色が変わる!)』世界文化社、2018年
- ローラアン・ロブジョーンズ絵『ちゃぷちゃぷおふろ (はじめておふろえほん ぬれると色が変わる!)』世界文化社、2018年
- リサ・ジョーンズ、エドワード・アンダーウッド絵『おさんぽ あかちゃんのはじめて布えほん』世界文化社、2019年4月